# Sonate K. 213
La sonate K. 213 (F.161/L.108) en ré mineur est une œuvre pour clavier du compositeur italien Domenico Scarlatti.
Cette sonate a servi d'indicatif pour l'émission de France Musique, lors de la diffusion de l'intégrale des sonates par Scott Ross en 1985.

## Présentation
La sonate K. 213 en ré mineur, notée Andante, forme la première d'une paire avec la sonate suivante. Cette sonate, la suivante et quelques autres (telles les K. 57, 460) ont la particularité de contenir un riche matériau thématique et d'emprunter une organisation formelle exceptionnelle qui rend l'analyse plus difficile — tout en respectant la forme binaire. Cette sonate et sa compagne dérogent notamment au réénoncé strict avec « des altérations et des anticipations du matériel de conclusion », qui rendent plus flou et diffus le schéma habituel.

## Manuscrits
Le manuscrit principal est le numéro 8 du volume III (Ms. 9774) de Venise, copié pour Maria Barbara ; l'autre est Parme IV 13 (Ms. A. G. 31409).

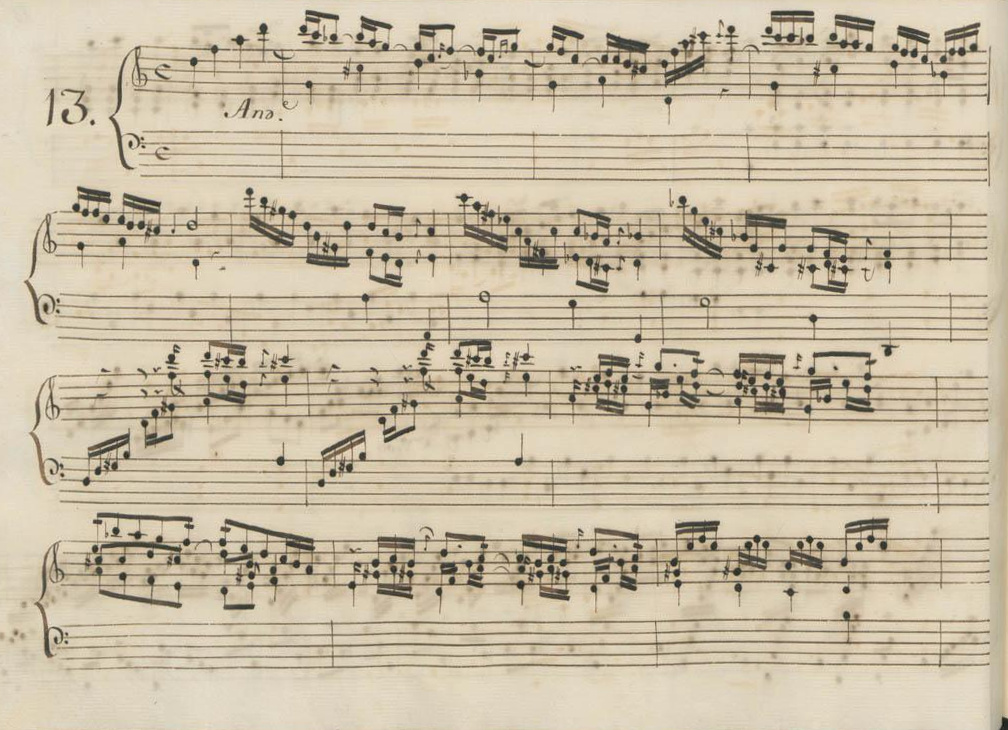
Parme IV 13.
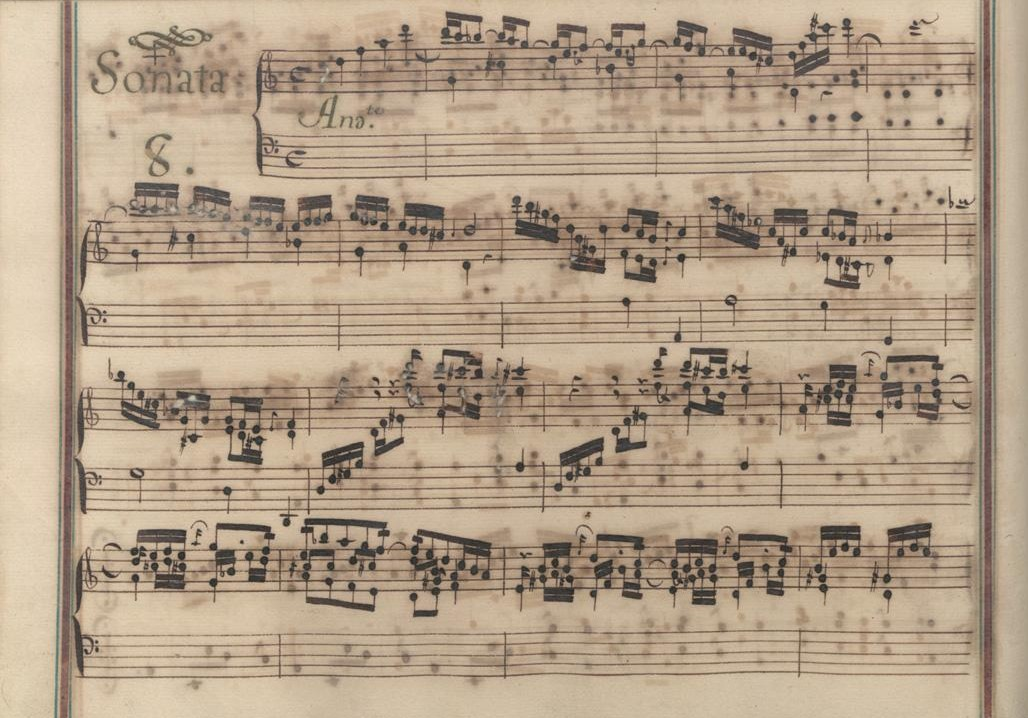
Venise III 8.

## Interprètes
Au piano, les interprètes de la sonate K. 213 sont notamment Fou Ts'ong (1984, Collins/Meridian), Agnès Gillieron (Calliope), Inger Södergren (1988, Calliope/Saphir), Mikhaïl Pletnev (1994, Virgin), Christian Zacharias (1994, EMI), Michael Lewin (1995, Naxos, vol. 2), Aline Zylberajch (2003, Ambronay), Linda Nicholson (2004, Capriccio), Racha Arodaky (2007, Zig-Zag Territoires), Carlo Grante (2009, Music & Arts vol. 2), David Greilsammer (2014, Sony), Ievgueni Soudbine (2014, BIS), Alberto Urroz (2017, IBS), Margherita Torretta (14-16 avril 2019, Academy Productions) et Hikari Fukuda (2025, OMF).
Au clavecin elle est enregistrée par Ralph Kirkpatrick (1970, Archiv), Edward Parmentier (1985, Wildboar), Scott Ross (1985, Erato), Virginia Black (CRD), Andreas Staier (DHM), Colin Booth (1994, Olympia), Pieter-Jan Belder (2000, Brilliant Classics, vol. 5), Richard Lester (2001, Nimbus, vol. 2), Kenneth Weiss (2001, Satirino) et Mario Raskin (2011, Verany) ; dans la jeune génération citons, Carole Cerasi (2010, Metronome), Jean Rondeau (2018, Erato), Justin Taylor (2018, Alpha), Amaya Fernández Pozuelo (2019, Stradivarius), Ignacio Prego (2020, Glossa), Bertrand Cuiller (2020, Harmonia Mundi) et Francesco Corti (nl), clavecin (2024, Arcana).
Cristina Bianchi l'enregistre à la harpe (2019, Oehms) et Daniel Marx (2017, Genuin) à la guitare.

## Sources
: document utilisé comme source pour la rédaction de cet article.
- Ralph Kirkpatrick (trad. de l'anglais par Dennis Collins), Domenico Scarlatti, Paris, Lattès, coll. « Musique et Musiciens », 1982 (1re éd. 1953 (en)), 493 p. (OCLC 954954205, BNF 34689181), p. 194.
- Alain de Chambure/Scott Ross, « Domenico Scarlatti : Intégrale des sonates — Scott Ross », p. 196, Erato (2564-62092-2), 1985 (OCLC 891183737) .